# Mestisko
Mestisko este o comună slovacă, aflată în districtul Svidník din regiunea Prešov, pe malul râului Ondava⁠(d). Localitatea se află la altitudinea de 250 m deasupra n.m., se întinde pe o suprafață de 11,06 km2 și în 2017 număra 454 de locuitori.

## Istoric
Localitatea Mestisko este atestată documentar din 1414.

## Demografie
| An:                | 1994 | 2004   | 2014   | 2024   |
| ------------------ | ---- | ------ | ------ | ------ |
| Număr de persoane: | 465  | 465    | 472    | 429    |
| Diferență:         |      | −1,42% | +1,50% | −9,11% |

| An:                | 2023 | 2024   |
| ------------------ | ---- | ------ |
| Număr de persoane: | 437  | 429    |
| Diferență:         |      | −1,83% |